# حسین سودمند

«یک بار که پدرم از زندان به مرخصی آمد، به همه ما گفت هیچ حرفی نزنید؛ چون از خصوصی‌ترین حرف‌های ما حتی حرف‌های بسیار خصوصی با همسرم خبر دارند؛ آن‌ها در خانه ما [دستگاه] شنود گذاشته‌اند». (گفته آرین سودمند، دختر کشیش حسین سودمند، یکی از کشته‌شدگان جریان قتل‌های زنجیره‌ای ایران)

سید حسین سودمند (۳۰ ژوئن ۱۹۵۱ مشهد - ۳ دسامبر ۱۹۹۰ مشهد) اولین کشیش ایرانی است که در دوران معاصر رسماً به خاطر باورهای دینی جان خود را از دست داده‌است.
در ایام کودکی پدر و مادرش از هم جدا شدند و وی تحت سرپرستی مادر قرار گرفت. دوران سربازی را در اهواز گذراند و در آنجا توسط یک دوست ارمنی با مسیحیت آشنا شده و بدین آئین پیوست.
پس از پایان سربازی و برگشت و به مشهد، خانواده‌اش که از پیوستن وی به مسیحیت آگاه شدند، او را از خانه اخراج کردند. او به اصفهان رفت و در آنجا در بیمارستان مسیحی آن شهر به کار مشغول شد. در سال ۱۹۷۹ با روی کار آمدن حکومت اسلامی، وی از کار اخراج شد و به زادگاهش برگشت. در آنجا تحت فشار قرار گرفت تا از اعتقاداتش دست بردارد ولی وی نپذیرفت و به زندان افتاد. پس از مدتی زندانی بودن، به‌طور موقت آزاد شد و باردیگر زندانی شد. پس از سال‌ها در بند بودن و پایداری بر اعتقادات خویش، در سوم دسامبر ۱۹۹۰ در مشهد اعدام شد.